# Roger Libesch
Roger Libesch (* 1963 in Australien) ist ein deutscher Maler.

## Leben
Roger Libesch hat, im Anschluss an sein Fachabitur für Gestaltung, zwischen 1987 und 1993 an der Akademie der Bildenden Künste Nürnberg bei Professor Werner Knaupp studiert und arbeitet seit 1999 als freischaffender Künstler.

## Werk
Inhaltlich sind Libeschs Werke vor allem durch Pop, Comic, Fernsehen, Zeitungen, Werbung und Straßengeschehnisse geprägt. Überzeichnete Perspektiven und fokussierende Blickwinkel bestimmen Libesch Bilderwelten, die das dreidimensionale Sehen in die Fläche bannen. Für die Vermittlung seiner Kunst wählt Libesch neue Wege bspw. übersetzt er seine Bilder in Computersprache, scannt und animiert seine Bildzyklen, sodass der Arbeitsprozess und die Entstehung seiner Bilder digital erfahrbar werden.

## Auszeichnungen
- 2008: 	Katalogförderung, Kulturstiftung Erlangen
- 2001: 	Kulturförderpreis der Kulturstiftung Erlangen
- 2000: 	Filmdokumentation »Atelierbesuche« Bayerisches Fernsehen, München
- 1999: 	Stipendium, Förderung des künstlerischen Nachwuchses, München
- 1997: 	Preis des Kulturforums Franken, Fürth
- 1996: 	Preis des Förderkreises Bildender Kunst e.V., Nürnberg
- 1995: 	Debütantenpreis, Katalog, der Akademie der Bildenden Künste, Nürnberg
- 1995: 	3. Preis beim Kunstpreis der Nürnberger Nachrichten
- 1994: 	Anerkennung, Kunstpreis der Nürnberger Nachrichten

## Ausstellungen (Auswahl)
- 2018:  Blindeninstitut, Rückersdorf
- 2017:  Gründung Atelierhaus Thalermühle, Erlangen
- 2017:  „Nachtstücke“Bernsteinzimmer, Nürnberg
- 2016:  „Kunstvereint“, Bayerischer Landtag, München
- 2016:  White Brush Gallery, Düsseldorf
- 2016:  „Lights & Liquids“,Kunstmuseum Erlangen
- 2015:  Augenblicke im Foyer Sparkasse Erlangen
- 2015:  Zwei Positionen der Kunst Art Museum Kunming/VR China
- 2015:  Ausstellung Blue Bayou, Eine Dokumentation zur Entstehung der Projektion an der Nürnberger Kaiserburg im KunstKulturQuartier, Nürnberg[2]
- 2014   Pentode, Kunstverein Worpswede
- 2013:  Versetzt Verletzt, Galerina Steiner, Berlin
- 2013:  Fünf Raum Zeit, Fikret Otyam Galerie, Antalya
- 2012: 	Asia meets Bavaria Part II, Bode Galerie & Edition; A.m.b ll, Galerie Bode, Nürnberg
- 2012:  Neue Positionen, Bode Galerie@Kimree Gallery Seoul;
- 2012:  Ten Years Later, Kunstmühle Mürsbach;
- 2011: 	Soul Train, Kunstmuseum Erlangen
- 2010: 	Short Cuts, Galerie Bode Nürnberg;
- 2010:  Wirkungswechsel, Zentrifuge, Nürnberg
- 2009: 	Das Modell als Matrix und Metapher im Museum der Stadt Skopje, Mazedonien
- 2008: 	Galerie in der Promenade, Fürth
- 2007: 	Installation-Wandobjekt, Siemens AG
- 2006: 	Galerie Bernsteinzimmer, Nürnberg
- 2004: 	National Gallery of Macedonia
- 2003: 	Positionen + Tendenzen, Franken
- 2002: 	Kunstmuseum Erlangen; Galerie Hartmut Beck, Erlangen
- 2001: 	Knaupp & CO, Nürnberg
- 1998:  Ausstellungshalle Kunstwerk, Köln
- 1997:  Städelsches Kunstinstitut, Frankfurt
- 1993:  KunstRaumFranken Kunsthalle Nürnberg